# Половинкин, Николай Сергеевич
Никола́й Серге́евич Полови́нкин (23 сентября 1949, д. Кулики — 30 января 2002, Тюмень, Россия) — советский и российский историк, краевед, этнограф, крестьяновед, кодиколог, палеограф-славист. Специализировался на изучении истории Поволжья, Сибири и Урала в XVI—XIX вв. Доктор исторических наук, профессор кафедры историографии и документоведения ТюмГУ.

## Биография
Из семьи крестьян. Родился в деревне Кулики Шахунского района Горьковской области, работал оператором в ДСЦ Сявского леспромхоза, служил в армии.
В 1970 г. поступил в Уральский государственный университет в Свердловске, который окончил в 1975 г. В течение года работал учителем в ПТУ № 23 рабочего поселка Сумкино под Тобольском. В 1976 г. поступил в историческую аспирантуру Тюменского государственного университета.
С 1979 г. работал в ТюмГУ. Ассистент (1979), ст. преп. (1983), доцент (1987) кафедры истории СССР. С 1997 г. профессор кафедры историографии, с 1999 г. кафедры документоведения.
В 1981 г. в Пермском государственном университете защитил кандидатскую диссертацию на тему «Социально-экономическое развитие удельной деревни Приуралья в первой половине XIX века».
В 1987 г. был инициатором создания в ТюмГУ Лаборатории изучения культуры Сибири.
В 1990—1993 гг. был депутатом райсовета г. Тюмень.
В 1993 г. был одним из инициаторов открытия в ТюмГУ Этнографического музея, фонд которого составили, главным образом, материалы экспедиций тюменских ученых.
В 1995—1998 гг. преподаватель Тюменского духовного училища, православной гимназии и воскресных школ.
В 1997 г. в Уральском государственном университете защитил докторскую диссертацию на тему «Дворцовые (удельные) крестьяне Приуралья во второй половине XVI — первой половине XIX вв.».
30 января 2002 года скончался в Тюмени после непродолжительной болезни.

## Исследования
Занимался изучением аграрной, экономической, социальной истории и истории культуры Поволжья, Сибири и Урала в XVI—XIX вв. Особое внимание уделял истории освоения данных регионов дворцовыми (с конца XVIII в. и до Отмены крепостного права в 1861 г. удельными) крестьянами, что и определило хронологические рамки его изысканий. Занимался изучением земледельческого труда этих крестьян, их повседневности и культуры.
Впервые транскрибировал, перевел на современный русский язык и опубликовал множество разнообразных исторических документов, преимущественно правовых, экономических и личного происхождения, написанных различными шрифтами кириллического письма. Изучение документов было положено им в основу спецсеминаров, на которых студенты обучались палеографии, чтению различных шрифтов и почерков.
Инициатор и участник этнографических и археологических экспедиций на Урале и в Тюменской области. В этнографических экспедициях собирал материалы устной истории, особенности крестьянского фольклора.
Руководил исследованиями по истории государственного управления, русской православной культуры, литературы и искусства в Сибири в XVI—XIX вв.
Опубликовал 5 монографий и 34 научные статьи.
Под его руководством были защищены 1 докторская и 8 кандидатских диссертаций.

## Избранные публикации

### Монографии
- Половинкин Н. С. Дворцовые (удельные) крестьяне Среднего Поволжья и Приуралья (вторая половина XVI — первая половина XIX веков). Тюмень: ТюмГУ, Творческое объединение «Лад», 1992. — 144 c.
- Половинкин Н. С. Суринов В. М. Пахари и сохолады Урала и Зауралья // ред. С. В. Туров. Тюмень: МИ «РУТРА», 1995. — 111 c.
- Половинкин Н. С. Дворцовая (удельная) деревня Приуралья, вторая половина XVI-первая половина XIX в. Тюмень: ТюмГУ, 1996. — 203 с.